# Фазанный
Фазанный — посёлок в Кировском районе (городском округе) Ставропольского края России.

## Варианты названия
- Третья ферма племзавода Комсомолец[3],
- Марьевский

## Географическое положение
Расстояние до краевого центра: 170 км. Расстояние до районного центра — 12 км.

## История
Дата основания: 1846 год.
Указом Президиума Верховного Совета РСФСР от 21 сентября 1964 года посёлок Третья ферма племзавода «Комсомолец» переименован в посёлок Фазанный.
До 19 сентября 1991 года посёлок входил в Комсомольский сельсовет. 19 сентября 1991 года Президиум Ставропольского краевого Совета народных депутатов решил образовать в Кировском районе Фазанный сельсовет с центром в поселке Фазанный, выделив его из состава Комсомольского сельсовета этого же района.
До 1 мая 2017 года посёлок образовывал упразднённое сельское поселение посёлок Фазанный.

## Население
| 1989  | 2002  | 2010  | 2011  | 2012  | 2013  | 2014  |
| ----- | ----- | ----- | ----- | ----- | ----- | ----- |
| 996   | ↗1321 | ↗1467 | ↘1461 | ↗1509 | ↘1505 | ↘1491 |
| 2015  | 2016  | 2017  | 2021  |       |       |       |
| ↘1450 | →1450 | ↗1460 | ↘1159 |       |       |       |

Национальный состав
По итогам переписи населения 2010 года на территории посёлка проживали следующие национальности (национальности менее 1 %, см. в сноске к строке «Другие»):
| Национальность | Численность | Процент |
| -------------- | ----------- | ------- |
| Русские        | 1295        | 88,28   |
| Армяне         | 125         | 8,52    |
| Другие         | 47          | 3,20    |
| Итого          | 1467        | 100,00  |

## Упразднённое сельское поселение посёлок Фазанный
1 мая 2017 года муниципальные образования Кировского района были объединены в Кировский городской округ.
Председатели совета депутатов
- с 8 октября 2006 года — Варнавский Анатолий Дмитриевич, глава сельского поселения
- с 4 марта 2012 — Акашев Сергей Иванович, глава сельского поселения

Главы администрации
- с 8 октября 2006 года — Варнавский Анатолий Дмитриевич, глава сельского поселения[21]
- с 4 марта 2012 — Акашев Сергей Иванович, глава сельского поселения[22]

## Инфраструктура
- Дом культуры
- Библиотека. Открыта 5 сентября 1970 года[23]
- Фельдшерско-акушерский пункт[24]
- Кировский лесхоз
- Примерно в 2,1 км к юго-востоку от здания почты расположено общественное открытое кладбище площадью 74 100 м²[25]

## Образование
- Средняя общеобразовательная школа № 18

## Русская православная церковь
- Храм Святого праведного Иоанна Кронштадтского. Приход основан в мае 2011 года[26]